# Mac Lesggy
Olivier Lesgourgues dit Mac Lesggy, né le 1er août 1962 à Bayonne est un animateur français ainsi que producteur de télévision, communicant, vulgarisateur scientifique et ingénieur agronome de formation.

## Biographie

### Enfance et formation
Olivier Lesgourgues, fils et petit-fils d'architecte, né à Bayonne dans les Basses-Pyrénées, passe son enfance et son adolescence à Biarritz. Il est ingénieur agronome de formation.

### Carrière audiovisuelle
En 1990, Olivier Lesgourgues entre à l'Académie Carat Espace et s'y forme aux métiers de la télévision. Parallèlement, avec son camarade de promotion Nicolas Goldzahl, il établit un projet de magazine scientifique qui est accepté par la chaîne M6. Afin de le produire, ils fondent en 1991 la société VM Productions, devenue VM Group.
Prenant comme pseudonyme « Mac Lesggy » — « Lesggy » est le diminutif habituel de son patronyme « Lesgourgues », tandis que « Mac » fait référence au préfixe écossais, pays auquel l'animateur voue une véritable passion —, il est notamment connu du grand public en France en animant depuis février 1991 une émission de vulgarisation scientifique intitulée E=M6, avec ses tenues vestimentaires excentriques et ses paires de lunettes Alain Mikli.
Il dirige par la suite la société de production Link production, qui produit notamment E=M6 et Nouveau look pour une nouvelle vie, animée notamment par Cristina Córdula.
Il fait une apparition dans son propre rôle dans la série télévisée Off Prime en 2007, et dans le jeu vidéo E=M6 Défi Cérébral, un jeu d'entraînement cérébral inspiré de son émission scientifique.
Il participe à plusieurs campagnes publicitaires, pour M6 Mobile, Oral-B, la SNCF, ce qui alimente une certaine confusion : plusieurs spots produits par sa propre agence de communication sont des infomercials ou publireportages. Une déclinaison de l'émission E=M6 est sponsorisée par le syndicat interprofessionnel des fruits et légumes Aprifel, qualifié de lobby,,.
À l'automne 2011, puis à partir de février 2013, Mac Lesggy est l'un des jurés, avec Aurélie Hémar et Paolo Calia, de Ma maison est la plus originale de France, diffusée sur M6.
En 2012, il participe à la 8e étape de Pékin Express : Le Passager mystère en tant que passager mystère. Fin 2012, on lui confie la présentation d'un magazine de découverte, Xplora sur la chaîne 6ter.
En avril 2013, il participe au 11e épisode de l'émission Top Chef sur M6. À la rentrée 2015, il présente L'Histoire au quotidien, sur la même chaîne. À partir de novembre 2019, il présente E=M6 Family avec Gaëlle Marie, sur Gulli.
En juillet 2023, M6 annonce qu'il présentera une « météo instructive » à la rentrée.

### Communicant
Mac Lesggy dirige l'agence de communication Link Agency, qui produit des vidéos promotionnelles pour institutions et entreprises. Elle a notamment pour clients des entreprises diverses (Coca-Cola, Sanofi), des industriels de la construction, et l'Association nationale interprofessionnelle du bétail et des viandes (Interbev), lobby français de la viande,.
Lors de l'assemblée générale du Syrpa — association qui regroupe les communicants du monde agricole — il participe à un débat aux côtés du président de l'INRAE, Philippe Mauguin, et du sociologue Eddy Fougier,.
Il est très actif sur le réseau social X.

## Prises de position et critiques

### Agriculture
En 2019, Mac Lesggy remet en cause l'étude de l'affaire Séralini, qui expose dans un numéro d'Envoyé spécial les dangers du glyphosate. Il qualifie cette étude de « frauduleuse » et ajoute qu'il n'y a « Pas l'ombre d'une remise en question… Mais comment s'en étonner quand cette émission a été préparée avec le fraudeur Seralini ? ».
En 2021, dans une émission spéciale d'E=M6 sur l'agriculture, il discute les impacts sanitaires des pesticides grâce à des expérimentations de vulgarisation. Arrêt sur images remet en cause la rigueur scientifique de Mac Lesggy dans un dossier consacré à cette émission.

### Changement climatique
En juillet 2023, il affirme sur Twitter que le « Le réchauffement climatique causé par l'homme va aller en s'amplifiant pendant des décennies. Il est inarrêtable à court ou moyen terme. Seule une politique active d'adaptation permettra d'en limiter les conséquences. » . Une position que contestent la climatologue du GIEC, Valérie Masson-Delmotte, qui souligne une « méconnaissance du climat et un discours d'inaction en décalage avec l'état des connaissances »,, et la géographe Maghali Reghezza qui précise qu'« il a eu des positions sinon climatosceptiques, au moins rassuristes, avec des affirmations contestables et très peu étayées ».
Libération, Le HuffPost et Reporterre jugent contestable le choix de M6 de lui confier en 2023 une émission consacrée à la météo. En effet ses prises de positions en tant que vulgarisateur scientifique sont décriées par des climatologues du GIEC,,, tandis que le HuffPost et Libération le qualifient de « technosolutionniste »,.

### Influence sur X
Jouant de sa notoriété acquise au cours des 32 années de programmation de son émission phare, l'animateur s'en prend régulièrement sur le réseau social X, « à une partie des mesures de lutte contre le réchauffement climatique qui n'iraient pas dans le sens de la technologie », selon David Chavalarias, chercheur pour le CNRS, co-auteur d'un étude sur la twittosphère climatique. D'après ce chercheur, le compte de Mac Lesggy apparaît en effet comme l'un des plus influents de la sphère technosolutionniste. « Ce groupe s'active de manière très virulente non pas pour dire que le réchauffement climatique n'existe pas, mais pour dire que les mesures de sobriété ou de contrainte sont plus idéologiques que nécessaires ». Pour l'activiste climatique Camille Étienne, « C'est une espèce de climatosceptique maquillé. Il est aux aguets de chaque mini-phrase et il est très organisé. Quand il décide de s'attaquer à toi, il t'envoie des raids. ».

### Liens avec le secteur industriel et publicitaire
Il anime des conférences pour le secteur industriel et est impliqué dans des projets publicitaires pour des entreprises : la société de production qu’il préside a conçu des programmes de communication pour diverses entreprises et organisations, parmi lesquelles Coca-Cola, Total, Casino, Picard et Interbev. À partir de 2010, l'animateur fait également de la publicité pour la marque de brosse à dents Oral-B. L'intégrité de Mac Lesggy est remise en cause par le biologiste Pierre-Henri Gouyon, qui estime que « Lesggy s'est fait happer par le système industriel. Il fait maintenant partie des marchands de doute qui déguisent la publicité en information ».

## Vie privée
Il est père de trois enfants issus de sa relation avec son ex-épouse.

## Télévision
- Depuis 1991 : E=M6 sur M6
- 2002-2003 : QI, Le Grand Test (éditions 1 à 2) / M6 : coprésentation avec Benjamin Castaldi
- 2002 : Mémoire, Le Grand Test / M6 : coprésentation avec Benjamin Castaldi
- 2003 : Culture générale, Le Grand Test / M6 : coprésentation avec Benjamin Castaldi
- 2004 : Permis de conduire : Le Grand Test / M6 : coprésentation avec Benjamin Castaldi
- 2004 : Le Pensionnat de Chavagnes : Ils disent tout ! / M6 - coprésentation avec Benjamin Castaldi
- 2005 : 10 pièges à éviter sur M6 en collaboration avec Véronique Mounier
- 2011, 2013 : Ma maison est la plus originale sur M6
- 2012 : Xplora sur 6ter
- 2012 : Pékin Express sur M6
- 2013, 2018 : Top Chef sur M6
- 2014 : Les 30 ans du Top 50 sur M6 : coanimation
- 2015 - 2017 : L'Histoire au quotidien sur M6 avec Marjolaine Boutet
- 2016 : Chiens contre chats sur M6 avec Faustine Bollaert
- 2019-2021 : E=M6 Family sur Gulli avec Gaëlle Marie
- Depuis 2023 : Météo sur M6
- 2024 : QI, Le Grand Test sur M6 : coprésentation avec Stéphane Rotenberg

## Récompenses
En 1992, l'émission E=M6 obtient le Prix « Télévision » au Festival Images et Sciences de Palaiseau, ainsi que le « 7 d'or de la meilleure émission éducative » en 2001.
En 1995, Mac Lesggy reçoit le « Grand Prix de l'Information Scientifique », ex aequo avec Frédéric Courant et Jamy Gourmaud, décerné par l'Académie des Sciences.

## Publications
- 2003 : Mac Lesggy, Philippe Bonnel et Richard Poisson, Le corps humain, M6 Editions, coll. « "Mes drôles de questions sur..." », 15 mars 2003, 170 p. (ISBN 978-2915127034)
- 2003 : Mac Lesggy et Philippe Bonnel, L'Histoire de France, M6 Editions, coll. « "Mes drôles de questions sur..." », 6 novembre 2003 (ISBN 978-2915127065)
- 2003 : Mac Lesggy et Philippe Bonnel, Les Animaux sauvages, M6 Editions, coll. « "Mes drôles de questions sur..." », 6 novembre 2003 (ISBN 978-2915127072)
- 2016 : Mac Lesggy et Jean-Michel Billioud, L'histoire au quotidien racontée aux enfants, M6 Editions, 2 novembre 2016, 187 p. (ISBN 978-2359851687)